# Århus Havnestation
Århus Havnestation var en jernbanestation, der lå på Aarhus Havn i tilknytning til færgelejerne for færgerne til og fra Kalundborg. Stationen lå omtrent ved den nordlige side af det senere anlagte bibliotek og kulturhus Dokk1.
Efter nedlæggelsen fortsatte området dog som DSB-station, først i form af Europaplads Station, og i dag som Dokk1 Station i forbindelse med Aarhus Letbane.
Betjeningen af havnen begyndte i 1894, hvor der blev etableret et simpelt holdested ved navn Havnen til brug for forbindelsestog til og fra Aarhus Hovedbanegård. Fra 1950 begyndte der også at køre tog til og fra forskellige steder i Jylland. Den voksende trafik med færgerne og manglende plads på havnen gjorde imidlertid ombygninger og udvidelser nødvendige. I forbindelse med etableringen af færgeruten Hurtigruten blev der derfor anlagt en egentlig havnestation i 1960. Den blev efterfølgende betjent af gennemgående tog og vogne i skiftende omfang. Havnestationen blev nedlagt i 1991 som følge af anlægsarbejder i forbindelse med indsættelsen af nye færger.

## Historie
Forgængeren for Århus Havnestation var holdestedet Havnen, der blev etableret i sommeren 1894. Her indsatte DSB forbindelsestog mellem Aarhus Hovedbanegård og kajen, hvor dampskibene til Kalundborg og København lagde til. Der var dog ingen perron på havnen, så i stedet blev der opsat små trapper ved personvognenes døre. Selve driften foregik som rangering ad sidespor. I 1914 overtog DSB desuden overfarten til Kalundborg, hvor der blev indsat færger. Til at begynde med sejlede de primært med passagerer, men året begynde man også at tage biler med ombord. Derimod blev det aldrig aktuelt at overføre tog, for der blev hverken bygget jernbanefærgelejer i Aarhus eller Kalundborg. Nogle af de skiftende færger, der kom til at sejle på ruten, var ellers jernbanefærger fra Storebæltsoverfarten.
På Sjælland kørte der tog i tilslutning til skibe og senere færger mellem København og Kalundborg fra 1892. I Jylland blev det derimod først aktuelt fra sommerkøreplanen 1950, da der indsattes gennemgående vogne i et tog i højsæsonen til og fra Struer over Langå. Det kneb dog med pladsen på havnen, hvor der også var biler og gående til og fra færgerne. Når færgen ankom om formiddagen, kørte et rangerlokomotiv derfor til havnen med vognene, mens toglokomotivet ventede i passende afstand indtil afgangstid, hvor det blev koblet på vognene, hvorefter rangerlokomotivet så hjalp med at skubbe toget op ad havnebanen. Når færgen skulle retur om eftermiddagen, kørte toget ned på havnen, hvorefter rangerlokomotivet, der i forvejen var kørt på havnen med rejsegods, hjalp med at få toget tilbage op ad ad havnebanen. Der var tidligere benyttet rangerlokomotiver til de lokale forbindelsestog, men de bortfaldt ved den lejlighed. Til gengæld kom der fra 1954 et dagligt tog fra Århus Havn via Langå og Skive til Glyngøre og omvendt. Her blev der indsat styrevogne, så man slap for at rangere. Forbindelsen fortsatte indtil persontrafikken blev indstillet på Glyngørebanen i 1971.
I løbet af 1950'erne blev det aktuelt med væsentligere ændringer. Det kneb med pladsen til den stigende trafik på havnen, og samtidig var det nødvendigt med færger, der havde plads til flere biler, og som kunne sejle hurtigere og oftere. Resultatet blev den direkte færgerute Hurtigruten mellem Kalundborg og Aarhus, der blev indviet 14. oktober 1960 til supplering af den hidtidige færgerute via Samsø. I den forbindelse anlagde Aarhus Havn en ny færgepier. Det betød at færgerne midlertidigt måtte flyttes til en anlægsplads ud for Toldboden ved pier 1, kaj nr. 17 20. august 1953. Færgepieren blev taget i brug 29. september 1957 med anlægsplads for Samsøfærgerne på den sydlige side samt opmarchplads for biler, taxiholdeplads og adgangsveje. Desuden var der anlagt en perron og spor med forbindelse til Aarhus Hovedbanegård. Grenaabanen, der går gennem havneområdet, fik også en perron nær den nye færgepier.
Hidtil havde der ikke været nogen egentlig stationsbygning på havnen, idet billetsalget til færgerne fandt sted ombord indtil 1960. Fra 1895 havde DSB dog haft en godsekspedition i Børsbygningen. Denne var opført af Aarhus Handelsforening i 1865-1866 men blev solgt til havnen i 1910. I forbindelse med den midlertidige flytning af færgerne i 1953 blev godsekspeditionen flyttet til en træbarak fra militæret, der dog senere måtte vige for anlægsarbejderne.
I forbindelse med Hurtigrutens åbning i 1960 blev der anlagt en permanent stationsbygning på færgepieren. Den toetages bygning blev indrettet med forhal, toiletter, kiosk, billetsalg og kontorer i stueetagen. En trappe førte op til et venteområde på første sal, hvorfra en lukket gangbro gav adgang til Hurtigrutens færger på den nordlige side af færgepieren. Det blev anset for at være komfortabelt og funktionelt i modsætning til de åbne landgangsbroer, der for eksempel fortsat blev benyttet af Samsøfærgen. Bygningen havde desuden en kælder, der blev benyttet som lagerrum for Hurtigrutens færgerestaurauratør. Af udseende mindede bygningen om de samtidige stationsbygninger i Kalundborg og flere andre steder. Den var opført som en såkaldt skeletbygning med et skelet af bærende vægge og mure, ikke-bærende udfyldninger og beklædninger og etageadskillelse i jernbeton. Den blev dog forkortet flere gange under projekteringen, så det endte med at knibe med pladsen i den færdige bygning. Den nye station fik navnet Århus Havnestation i stedet for det hidtidige Havnen.
Hurtigruten blev hurtigt en succes med stigende passagertal og flere afgange. I varierende omfang blev der indsat tog eller gennemgående vogne mellem havnestationen og Aalborg hhv. Skjern foruden den nævnte forbindelse til Glyngøre. I sommeren 1963 etablerede DSB endvidere en hurtigbusrute fra Aarhus Havn til Ringkøbing. I 1973-1974 var der desuden kortvarigt lyntogsforbindelse, da gennemgående vogne fra havnestationen blev koblet på lyntoget Aros til Aalborg efter formiddagsfærgens ankomst. I modsat retning kørte vognene med lyntoget Storebælt i tilslutning til eftermiddagsfærgen. Da InterCitytogene blev indført i 1974, indgik vognene i dem. Desuden var der forbindelser til Struer og Herning.
Grenaabanens perron ved havnen blev erstattet af den nye Europaplads Station, der blev etableret i forbindelse med åbningen af Aarhus Nærbane på den inderste del af banen 4. august 1979. Med halvtimesdrift på nærbanen, togene til havnestationen og mange godstog til containerterminalen, Toldkammergade og Sydhavnen var der imidlertid tæt trafik i området. Det blev styret ved radiodirigeret trafikafvikling fra fjernstyringscentralen FC Øst, hvor man kunne betjene sporskifter, signaler og overkørsler på Grenaabanen mellem Århus Hovedbanegård og Østbanegården samt sidesporet fra den til havnestationen.
I 1979 blev færgeruten til Samsø afkortet, så der kun sejledes mellem Kalundborg og Kolby Kås på øen. Til gengæld var der brug for mere kapacitet på Hurtigruten, især i weekender og i højsæsonen. I 1985 og 1986 leveredes så M/F Peder Paars og M/F Niels Klim, der var meget større end de hidtidige færger. Til brug for dem anlagdes et hjørneleje på den sydlige side af færgepieren, hvor Samsøfærgerne før havde ligget. For gående passagerer anlagdes en 135 m lang lukket gangbro fra Europaplads henover de stærkt trafikerede adgangsveje og havnestationens perron til færgerne. Desuden omlagdes havnestationens spor og perron. Togtrafikken blev fra 1. juni 1986 varetaget af tre daglige bådtog til og fra Aalborg samt til og fra Struer fredag og søndag. I foråret 1988 blev det reduceret til forbindelsestog til Aarhus Hovedbanegård til dagtimerne, nogle rent lokale og andre regionaltog til og fra Herning, der blev videreført til og fra havnestationen.
Det viste sig imidlertid hurtigt, at mens de nye færger blev godt benyttet af lastbiler, så var kapaciteten alt for stor til passagerene på hverdage. Da regeringen desuden ønskede, at DSB skulle gennemføre store besparelser, medførte det, at de store færger blev solgt. I stedet chartredes de to mindre ro-ro-færger Ask og Urd, der blev indsat i juni 1991. Det krævede imidlertid nye anlægsarbejder i Aarhus, da de mindre færger ikke passede til færgelejet. I den forbindelse måtte spor og perron fjernes, så Århus Havnestation blev derfor nedlagt fra 11. februar 1991. De sidste tog kørte dagen før i sne og sjap. Efterfølgende kørte der bus mellem havnestationen og Aarhus Hovedbanegård frem til køreplansskiftet 2. juni 1991, men derefter var passagererne henvist til Grenaabanen på Europaplads. Stationsbygningen blev benyttet som ekspeditionsbygning for overfarten indtil 1997, hvorefter den blev revet ned. Samme år ophørte bådtogenes sjællandske modstykke til Kalundborg også efter åbningen af Storebæltsforbindelsen. Overfarten fortsatte men blev efter et par ejerskift endeligt indstillet 11. oktober 2013. Havnestationens område er nu fuldstændigt ændret med opførelsen af biblioteket og kulturhuset Dokk1 i 2015.